# Ангун (гидроаэропорт)
Гидроаэропорт Ангун (англ. Angoon Seaplane Base), (ИАТА: AGN, ИКАО: PAGN, FAA LID: AGN) — государственный гражданский гидроаэропорт, расположенный в двух километрах к юго-востоку от центрального делового района города Ангун (Аляска), США.
Деятельность аэропорта субсидируется за счёт средств Федеральной программы США Essential Air Service (EAS) по обеспечению воздушного сообщения между небольшими населёнными пунктами страны.

## Операционная деятельность
Гидроаэропорт Ангун расположен на уровне моря и эксплуатирует одну взлётно-посадочную полосу для приёма гидросамолётов:
- NW/SE размерами 3048 х 274 метров.[1]

За период с 10 августа 1993 года по 10 августа 1994 года Гидроаэропорт Ангун обработал 3 000 операций взлётов и посадок самолётов (250 операций ежемесячно). Из них 50 % пришлось на аэротакси и 50 % — на авиацию общего назначения.